# Tomas Mayer
Tomas Mayer – portugalski rugbysta, ośmiokrotny reprezentant Portugalii w rugby union mężczyzn. Jego pierwszym meczem w reprezentacji było spotkanie z Hiszpanią, które zostało rozegrane 1 maja 1965 w Lizbonie. Ostatnim raz w reprezentacji zagrał 20 stycznia 1972 z Włochami